# Uniformeringsstelling
In de riemann-meetkunde, een deelgebied van de wiskunde, zegt de uniformeringsstelling dat elk enkelvoudig samenhangende riemann-oppervlak hoekgetrouw equivalent is aan een van de drie domeinen: de open eenheidsschijf, het complexe vlak of de riemann-sfeer. In het bijzonder staat het een riemann-metriek met constante kromming toe. Dit classificeert riemann-oppervlakken als elliptisch (positief gekromd - of beter een constante positieve metriek toelatend), parabolisch (vlak) of hyperbolisch (negatief gekromd) op basis van hun universele overdekking.
De uniformeringsstelling is een veralgemening van de afbeeldingstelling van Riemann voor enkelvoudig samenhangende open deelverzamelingen van het vlak naar willekeurige enkelvoudig samenhangende riemann-oppervlakken.
De uniformeringsstelling impliceert een soortgelijk resultaat voor willekeurig samenhangende tweedst-aftelbare oppervlakken: men kan zij uitrusten met een riemann-metriek met constante kromming.